# Бомбори
Бомбори (крим. Bomborı) або Бомборська слобідка (крим. Bomborska maallesı) — район та історична місцевість у складі Нахімівського району міста Севастополь.

## Опис
Район знаходиться за один кілометр на південний схід від вершини Південної бухти на правому схилі Лабораторної балки, що є одночасно схилом Бомборської висоти.
Це один із найстаріших районів міста.
Основні вулиці: 1-ша лінія Бомбор, 2-га лінія Бомбор, Стрілкова, Петровський узвіз.

## Історія
Назван по відставним артилеристам (бомбардирам), що селилися тут, які споряджали порохом артилерійські снаряди (бомби і гранати) в лабораторіях Морського відомства, що знаходилися поблизу в Лабораторній балці.
Бомборська висота пам'ятна і по подіях Кримської війни: на її вершині був споруджений 3-й бастіон — неприступна фортеця, яку так і не змогли взяти англійці, що називали її «Великий редан». З цією оборонною спорудою, яку самі захисники міста називали «чесним бастіоном», пов'язані подвиги двох українських героїв-матросів.
З Третього бастіону відбувалися численні вилазки. У «Журналі повідомлень про військові дії в Криму» йдеться, що з 2 жовтня по 24 липня лише з третього бастіону захисники здійснили 38 вилазок. У ці нічні рейди мисливці руйнували ворожі укріплення, захоплювали в полон солдатів і офіцерів, псували гармати. Вилазки вимотували супротивника, своїм завзятістю та хвацькістю піднімали моральний дух захисників. Героями вилазок стали Н. А. Бірілєв, Н. Я. Астапов, але найбільше зухвалих подвигів здійснив матрос Петро Кішка, який згодом став народним героєм.